# Vlădila
Vlădila – wieś w Rumunii, w okręgu Aluta, w gminie Vlădila. W 2011 roku liczyła 1087 mieszkańców. 